# Governors Awards
Los Governors Awards son una ceremonia anual de premios organizada por la Academia de las Artes y las Ciencias Cinematográficas (AMPAS) en el Ray Dolby Ballroom del Hollywood and Highland Center, en el distrito de Hollywood en Los Ángeles, California.

## Descripción
En esta ceremonia se entregan tres premios que representan los logros de toda una vida en la industria cinematográfica: el Óscar Honorífico, el Premio Humanitario Jean Hersholt y el Premio en Memoria de Irving G. Thalberg.
La primera ceremonia de los Governors Awards se celebró el 14 de noviembre de 2009. Anteriormente, estos tres galardones se entregaban formalmente durante la ceremonia principal de los Premios Óscar, en la que ahora se realiza una breve mención y comparecencia de los galardonados tras mostrar un montaje de la entrega de los Governors Awards. En los años transcurridos desde entonces, los premios han ganado prominencia como un importante destino de alfombra roja y acontecimiento de la industria.
Según la propia academia, estos premios fueron creados «como un esfuerzo por equilibrar el deseo de honrar verdaderamente a personas dignas y evitar las limitaciones de tiempo que la retransmisión de los Óscar impone a estos honores».

## Ganadores
| Año  | Óscar Honorífico                                                | Premio Jean Hersholt                 | Premio Irving G. Thalberg        |
| ---- | --------------------------------------------------------------- | ------------------------------------ | -------------------------------- |
| 2009 | Lauren Bacall, Roger Corman, Gordon Willis                      |                                      | John Calley                      |
| 2010 | Kevin Brownlow, Jean-Luc Godard, Eli Wallach                    |                                      | Francis Ford Coppola             |
| 2011 | James Earl Jones, Dick Smith                                    | Oprah Winfrey                        |                                  |
| 2012 | D. A. Pennebaker, Hal Needham, George Stevens Jr.               | Jeffrey Katzenberg                   |                                  |
| 2013 | Angela Lansbury, Steve Martin, Piero Tosi                       | Angelina Jolie                       |                                  |
| 2014 | Jean-Claude Carrière, Hayao Miyazaki, Maureen O'Hara            | Harry Belafonte                      |                                  |
| 2015 | Spike Lee, Gena Rowlands                                        | Debbie Reynolds                      |                                  |
| 2016 | Jackie Chan, Anne V. Coates, Lynn Stalmaster, Frederick Wiseman |                                      |                                  |
| 2017 | Agnès Varda, Charles Burnett, Donald Sutherland, Owen Roizman   |                                      |                                  |
| 2018 | Cicely Tyson, Lalo Schifrin, Marvin Levy                        |                                      | Kathleen Kennedy, Frank Marshall |
| 2019 | David Lynch, Wes Studi, Lina Wertmüller                         | Geena Davis                          |                                  |
| 2022 | Samuel L. Jackson, Elaine May, Liv Ullmann                      | Danny Glover                         |                                  |
| 2022 | Peter Weir, Diane Warren, Euzhan Palcy                          | Michael J. Fox                       |                                  |
| 2024 | Angela Bassett, Mel Brooks, Carol Littleton                     | Michelle Satter                      |                                  |
| 2025 | Quincy Jones, Juliet Taylor, Richard Curtis                     | Michael G. Wilson y Barbara Broccoli |                                  |

## Eventos asociados
- Premios Óscar
- Premio Óscar Estudiantil